# Systasis afra
Systasis afra är en stekelart som beskrevs av Masi 1938. Systasis afra ingår i släktet Systasis och familjen puppglanssteklar.
Artens utbredningsområde är Somalia. Inga underarter finns listade i Catalogue of Life.